# François le bossu
Cet article possède un paronyme, voir Le Bossu (homonymie).
 (février 2024).
François le bossu est un roman écrit par la comtesse de Ségur, publié sous forme de feuilleton dans la Semaine des enfants à partir du 4 mai 1864.

## Résumé
François de Nancé, un jeune garçon de 10 ans, est devenu bossu à la suite d'une chute. Il devient ami avec la petite Christine des Ormes, âgée de 6 ans, ainsi qu’avec Gabrielle et Bernard de Cémiane, les cousins de la fillette. Celle-ci est négligée par ses parents - une mère fantasque, froide et écervelée, un père aimant mais sous la coupe de son épouse - et martyrisée par sa bonne. Christine et François, qui ont tous deux un cœur excellent, deviennent vite inséparables. Quand les Ormes décident de quitter la campagne pour s'installer à Paris, Christine est confiée pour son plus grand bonheur à M. de Nancé, chez qui elle trouve l’affection qui lui manquait.
Cette situation dure jusqu’aux 16 ans de la jeune fille, date à laquelle elle doit quitter momentanément sa famille d’adoption. François part faire ses études dans le Sud-Ouest, et elle est placée dans un couvent, puis accueillie chez sa tante, Mme de Cémiane. Christine et François, guéri de son infirmité grâce à une opération - promise au tout début du récit par le jeune, charmant et très doué médecin italien Paolo - se retrouvent deux ans après, sans que Christine eût été informée de ce succès ni de ce changement.
Ils se marient, et mènent une vie heureuse et paisible auprès de M. de Nancé, et de l'excellent Paolo, marié à son tour à une jeune compatriote.

## Description

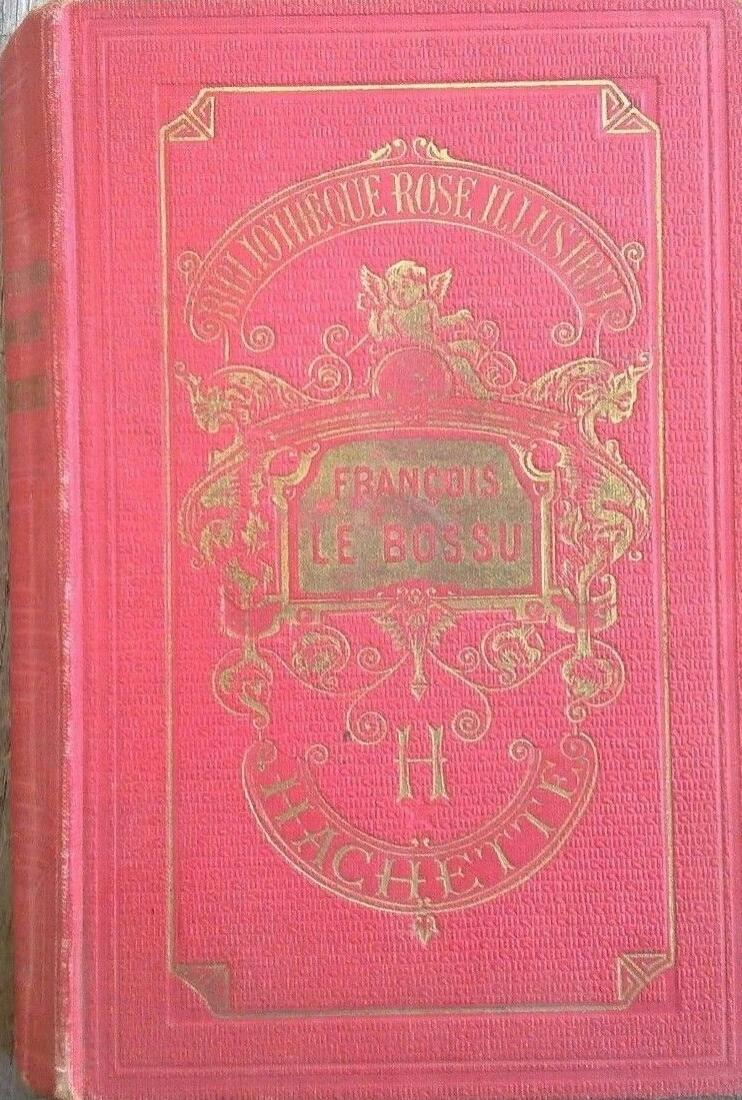
Couverture de l'édition de 1872 de la Bibliothèque rose.

C'est un roman souvent jugé comme l'un des plus noirs de la comtesse. De nombreux événements dramatiques ponctuent la narration que beaucoup d'adultes jugent trop durs pour de jeunes lecteurs : le sort du jeune Maurice, le persécuteur de François, est si horrible que l'éditeur avait demandé à l'auteur de le modifier, mais en vain. Cependant le roman devait s'appeler La Mauvaise Mère en référence à celle de Christine, mais cette fois l'éditeur eut gain de cause.
Comme bon nombre des romans de la comtesse, celui-ci est consacré à une critique de l'éducation, opposant d'un côté les enfants trop gâtés, délaissés ou maltraités aux enfants qui grandissent dans un milieu qui sait faire la part de l'affection et de la fermeté. M. de Nancé, le père de François, écrit d'ailleurs un traité qui parle de « l’éducation des enfants, et des sacrifices qu’on doit leur faire ». Grâce à l'éducation rigoureuse, mais aussi à l'amour de son père, François a appris à accepter son problème avec bonne humeur et même à faire face aux moqueries.

« Je suis habitué d’entendre rire de moi. Cela ne me fait rien ; c’est seulement quand papa est là que je suis fâché, parce qu’il est toujours triste quand il entend se moquer de ma bosse. Il m’aime tant, ce pauvre papa ! »

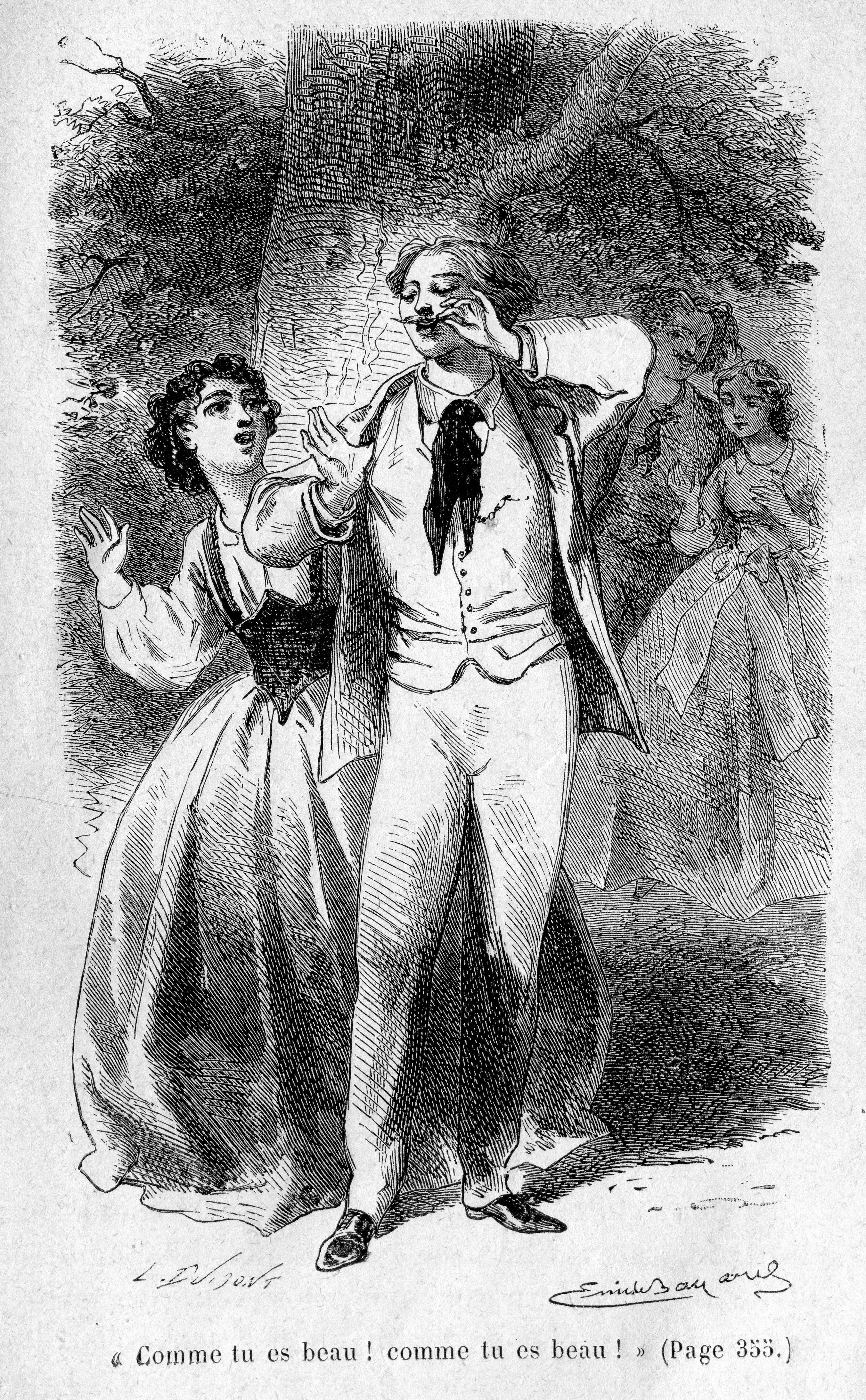
Comme tu es beau, comme tu es beau !, vignette illustrée par Émile Bayard.

La comtesse de Ségur reprend ici un thème cher aux humanistes : l'apparence n'est rien. Un beau visage peut cacher une vilaine âme, un corps contrefait peut être habité par une belle âme. Le roman met également en scène une forme de résilience. Maltraitée, abandonnée, Christine trouve une figure d'attachement structurante en la personne de M. de Nancé, qui devient un substitut de père. Elle obtient d'ailleurs sans aucune difficulté de son propre père l'autorisation d'appeler M. de Nancé « papa ». Son éducation, négligée, est reprise en main ; bien nourrie et entourée, Christine s'épanouit de nouveau.

## Disque
En 1975, François le bossu est lu par l'actrice Claude Jade pour le disque livre-disque de la collection Le petit Ménestrel.